# Verwaltungsgemeinschaft Kleinromstedt
Die Verwaltungsgemeinschaft Kleinromstedt lag zunächst im damaligen thüringischen Kreis Apolda, dann im Landkreis Weimarer Land. In ihr waren fünf Gemeinden zur Erledigung ihrer Verwaltungsgeschäfte zusammengeschlossen. Sitz war in Kleinromstedt.

## Die Gemeinden
- Großromstedt
- Hermstedt
- Kleinromstedt
- Schöten
- Stobra

## Geschichte
Die Verwaltungsgemeinschaft existierte vom  1. März 1991 bis zum 11. Oktober 1994. Bei der Auflösung wurde sie mit der Verwaltungsgemeinschaft Wormstedt zur neuen Verwaltungsgemeinschaft Ilm-Saale-Platte zusammengelegt.